# Wapen van Midwoud

Het wapen van Midwoud

Het wapen van Midwoud  werd gebruikt van 1817 tot 1979 door de Noord-Hollandse gemeente Midwoud. In 1979 is de gemeente opgegaan in de gemeente Noorder-Koggenland, waarna het wapen niet meer gebruikt wordt als gemeentewapen. Dit wapen is het enige Westfriese boomwapen waarvan de vogels op de takken nadrukkelijk in de blazoenering genoemd worden.

## Blazoenering
Het wapen werd op 22 oktober 1817 per Koninklijk Besluit door de Hoge Raad van Adel aan de gemeente Midwoud toegekend. Hierbij kreeg het wapen de volgende blazoenering mee:
Van lazuur beladen met een dorre boom, waarin 3 spreeuwen, op een terras, alles van goud.
Het wapen is in rijkskleuren uitgevoerd: een blauw schild met een geheel gouden afbeelding. De afbeelding toont een dode boom met drie spreeuwen op de takken. Niet vermeld in de blazoenering: de twee rechter spreeuwen zitten naar links gewend en de linker spreeuw zit naar rechts, maar kijkt naar links. In de heraldiek worden links en rechts omgedraaid, wapens worden besproken alsof men achter het wapen staat.

## Overeenkomstige wapens
De volgende wapens zijn overeenkomstig op historische gronden:

Het wapen van Scharwoude
Wapen van Blokker
Wapen van Bovenkarspel
Wapen van Grootebroek
Het wapen van Hauwert, een dorpswapen
Wapen van Hoogwoud
Wapen van Noorder-Koggenland
Wapen van Opmeer
Wapen van Schellinkhout
Wapen van Sijbekarspel
Wapen van Stede Broec
Het oude wapen van Venhuizen
Wapen van Venhuizen
Wapen van Westwoud
Wapen van Wognum
Wapen van het waterschap De Vier Noorder Koggen